# Armazi
Armazi (grúz nyelven: არმაზი) egy helyszín Grúziában, a történelmi Mcheta egy része, ahol az azonos nevű ókori város és a korai Kartli és Ibéria eredeti fővárosa található. Különösen az időszámításunk szerinti korai századokban virágzott, és megsemmisült a 730-as évek arab inváziója idején.

## Fekvése
Mchetától 4 km-re délnyugatra és Tbiliszitől 22 km-re északnyugatra fekszik.

## Története

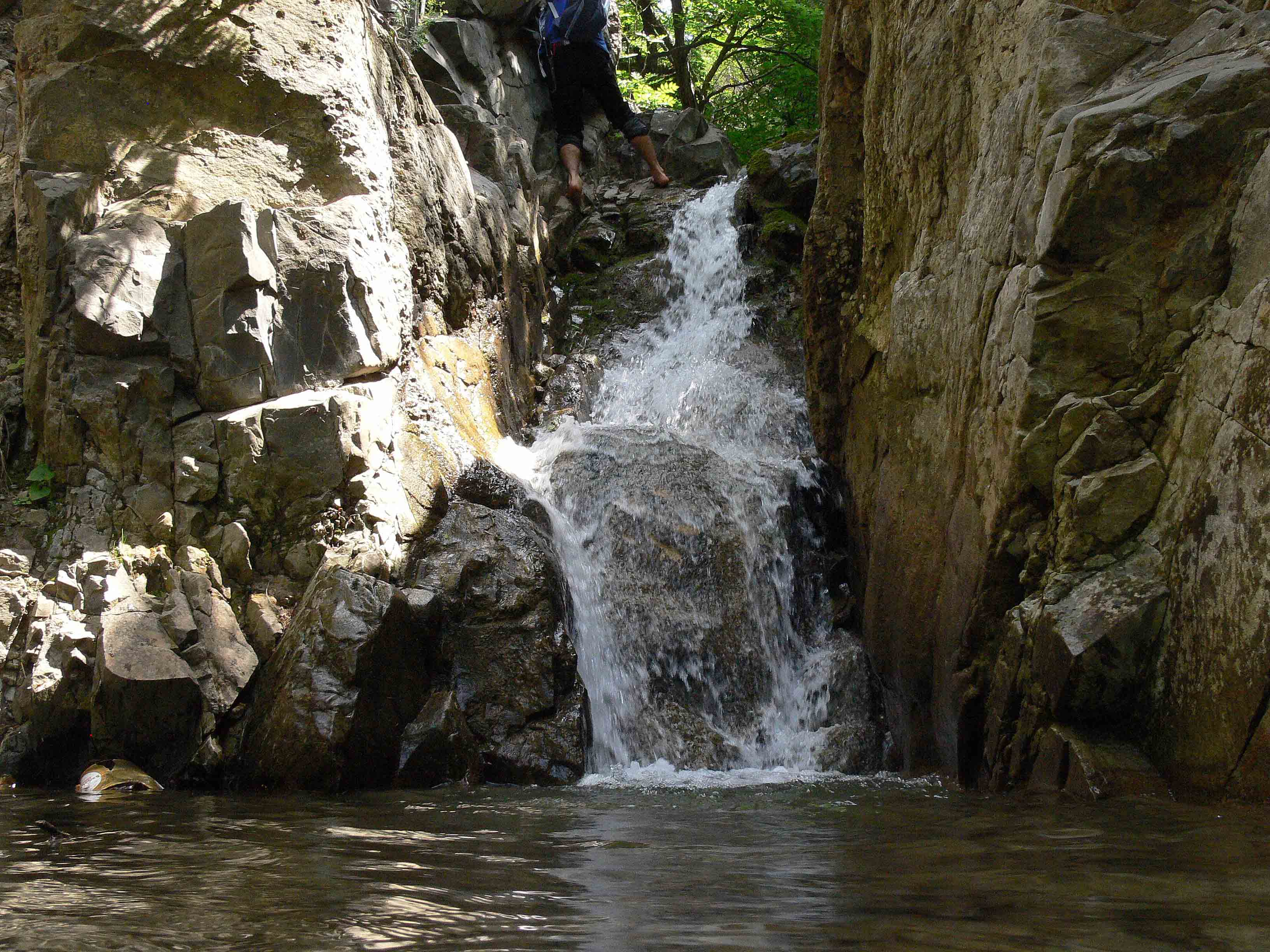
Vízesés Armazi közelében

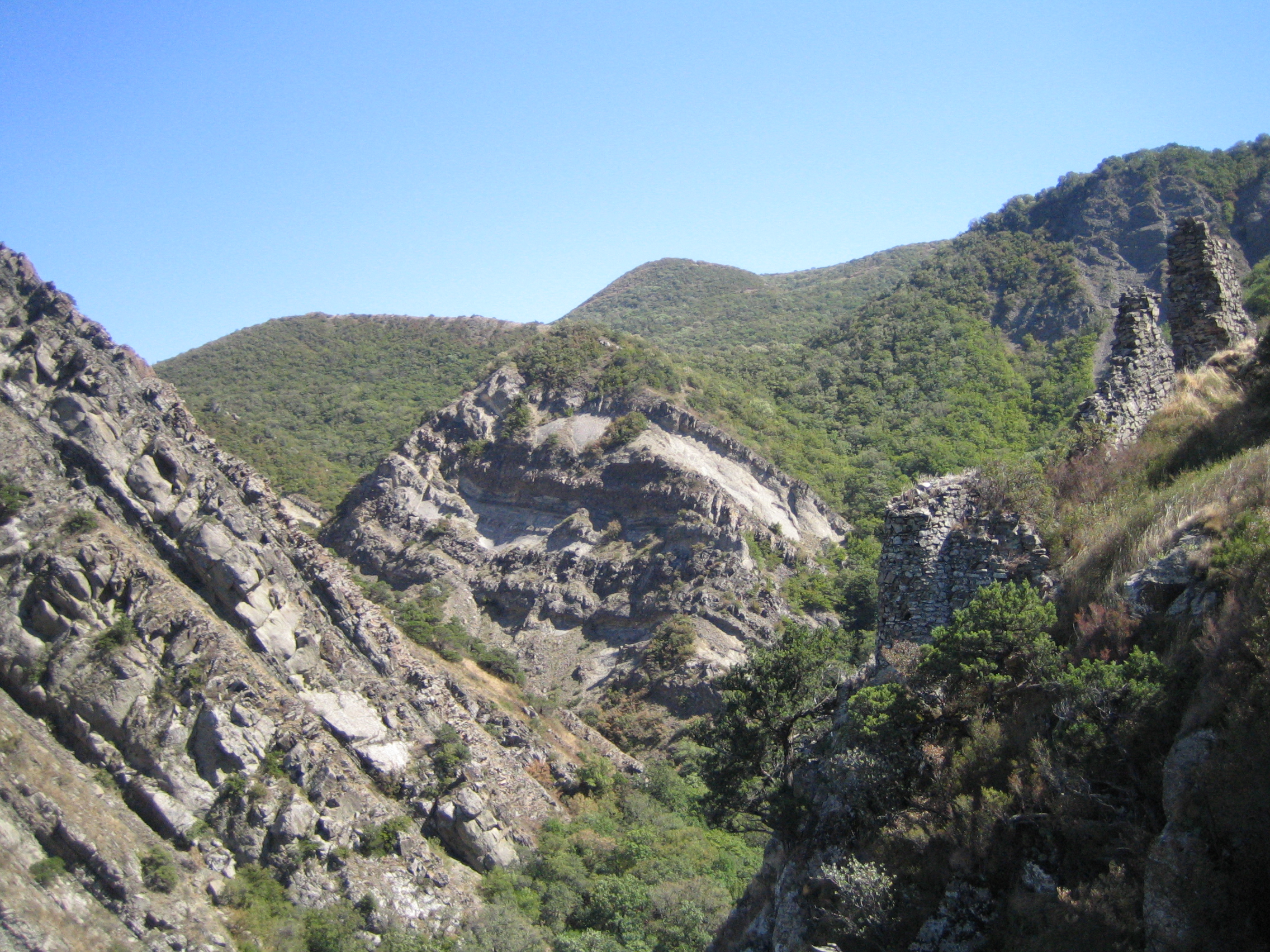
Armazi erődmaradványai

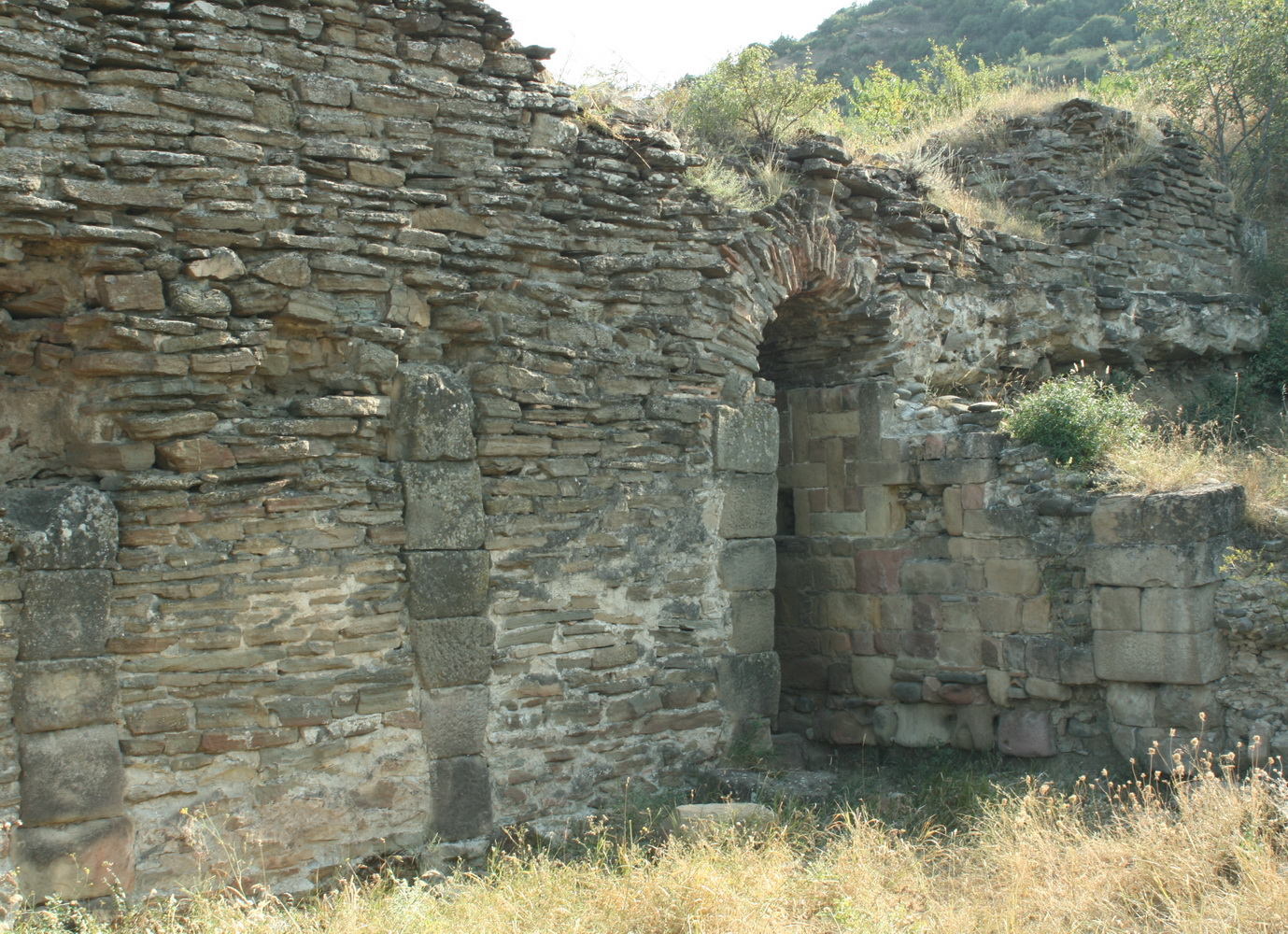
Armazi romjainak részlete

Az itt végzett régészeti ásatások azt bizonyítják, hogy az ősi Armazi sokkal kiterjedtebb volt, mint ma. A város stratégiai helyzetét a (Darjal-szoros), a nagy-kaukázusi grúz hadiút felé való könnyű hozzáférése határozta meg, amelyen keresztül a szkíták az ősi Közel-Keletet elárasztották.
A városnak és uralkodó akropoliszának neve, Armaz-Tsikhe ("Armazi citadella", არმაზციხე) Armazitól, a pogány ibériai panteon fő istenségétől származik. A név először a korai középkori grúziai évkönyvekben jelent meg, bár nyilvánvalóan sokkal idősebb, ami Sztrabón, Plinius, Ptolemaiosz munkáiból is kitűnik. A középkori grúz krónikák gyűjteménye szerint az i. e. 3. században Ibéria királya, I. Pharnavaz alapította. Ez a vár a mai Bagineti-hegyen állt, az Mtkvari folyó (Kura) jobb partján, az Aragvi folyó összefolyásánál. A másik fellegvár, Tsitsamuri (წიწამური) vagy a klasszikus szerzők szerint Sevsamora, éppen ellenkezőleg az Aragvi bal partján állt.
Mchetának, Ibéria fővárosának felemelkedése után is Armazi maradt az ibériai pogányság szent városa és Mcheta egyik védelmezője. Az erődöt a római tábornok Pompeius foglalta el az ibériai király, Artag elleni harcban. Az Mtkvari folyó felett függő régi romos hídszerkezet is abból az időből származik, és még mindig Pompeius-hídnak hívják. Armazi akkor élte csúcspontját, amikor Ibéria szövetkezett a római császárokkal. Az 1867-ben feltárt Vespasianiai Armazi sztélé jelentése szerint a római császár, Vespasian I. Mithridates ibériai királyt megerősítette 75-ben Armazi feletti uralkodásában. Az itt kiépített védelmi fal megakadályozta a Darjal-szoros dél felől való megközelítését.
Ebben az időszakban Armaziban egy örökletes dinasztia uralkodott, nekropoliszának ásatásaikor két vértanúportrét ábrázoló vésett drágakövet is feltártak: Asparukh (valószínűleg Hadrianus római császár kora, i. sz. 117–138) és Zevakh (fl. i. sz. 150.) prekeresztény grúz portrékat. Armazi arámi feliratai említik a királyi építész és a kormányzó ("Lord Chamberlain") nevét is.
Armazi központi szerepet játszott az ókori grúz kulturális életben és a helyi epigráfia evolúciójában Grúziában, mielőtt a grúz ábécét az 5. században feltalálták. Számos furcsa feliratot találtak Armaziban, a legfontosabb a kétnyelvű görög–arámi sírfelirat, amely a rövid életű Serapitáról és nemes származásáról emlékezett meg. Szokatlanok az arámi ábécé itteni változatai is.
A grúz fővárosnak Tbiliszibe való átvitelével az 5. vagy a 6. század elején Armazi fokozatosan visszaesett. A várost végül 736-ban az arab Marván ibn Muhammad pusztította el, földig rombolva azt.
Armazi városát többé nem építették újjá, de 1150 és 1178 között e helyen épült fel a Szent Nino grúz ortodox kolostor. Ez egy hatapszisos csarnokegyház, amely a hozzá tartozó szerkezetekkel együtt nagyrészt romokban van, és  12. századi falfestményeinek is csak néhány része maradt fenn.

## Régészeti ásatások
Armazi területén 1890-ben végeztek először kisebb ásatásokat, majd 1943-tól 1948-ig kiterjedt ásatás történt a grúz Tudományos Akadémia részéről Andria Apakidze vezetésével, mely 1985-ben folytatódott. A feltárások szerint az I. század első felében a vályogfalvak és a tornyok faragott talapzatra épültek, körülvették a hegytetőt és annak a folyó felé eső oldalát, amely terület 30 hektár volt. A falon belüli földterület teraszos volt, e teraszokon különböző épületek találhatók.
A három legfontosabb kulturális réteget azonosították: a legkorábbi időpontok a Kr. e. 4–3. században (Armazi I), a középső a Kr. e. 3–1. századból (Armazi II), és a viszonylag új szerkezet az 1–6. század (Armazi III). Az Armazi I masszív kőblokkokból készült, amelyek impregnálható alapot képeznek, de kevésbé tartós sártégla felhasználásával készültek. Egy itt feltárt épület hatoszlopos, csempézett tetőteremmel is rendelkezik. Az Armazi II-t egy templom. Az Armazi III a leggazdagabb réteg, melyet elegánsan vágott kőtömbökből állítottak össze, mészhabarccsal és fémbilincsekkel együtt. Az eltelt időt túlélő struktúrák közül a királyi palota, számos gazdagon díszített sír, a fürdőház és egy kis kőmauzóleum található meg itt.
A terület ma már állami védelem alatt álló múzeum, amely a Nemzeti Régészeti Múzeumhoz tartozik, és a Nagy Mcheta-rezervátum részét képezi.

## Galéria

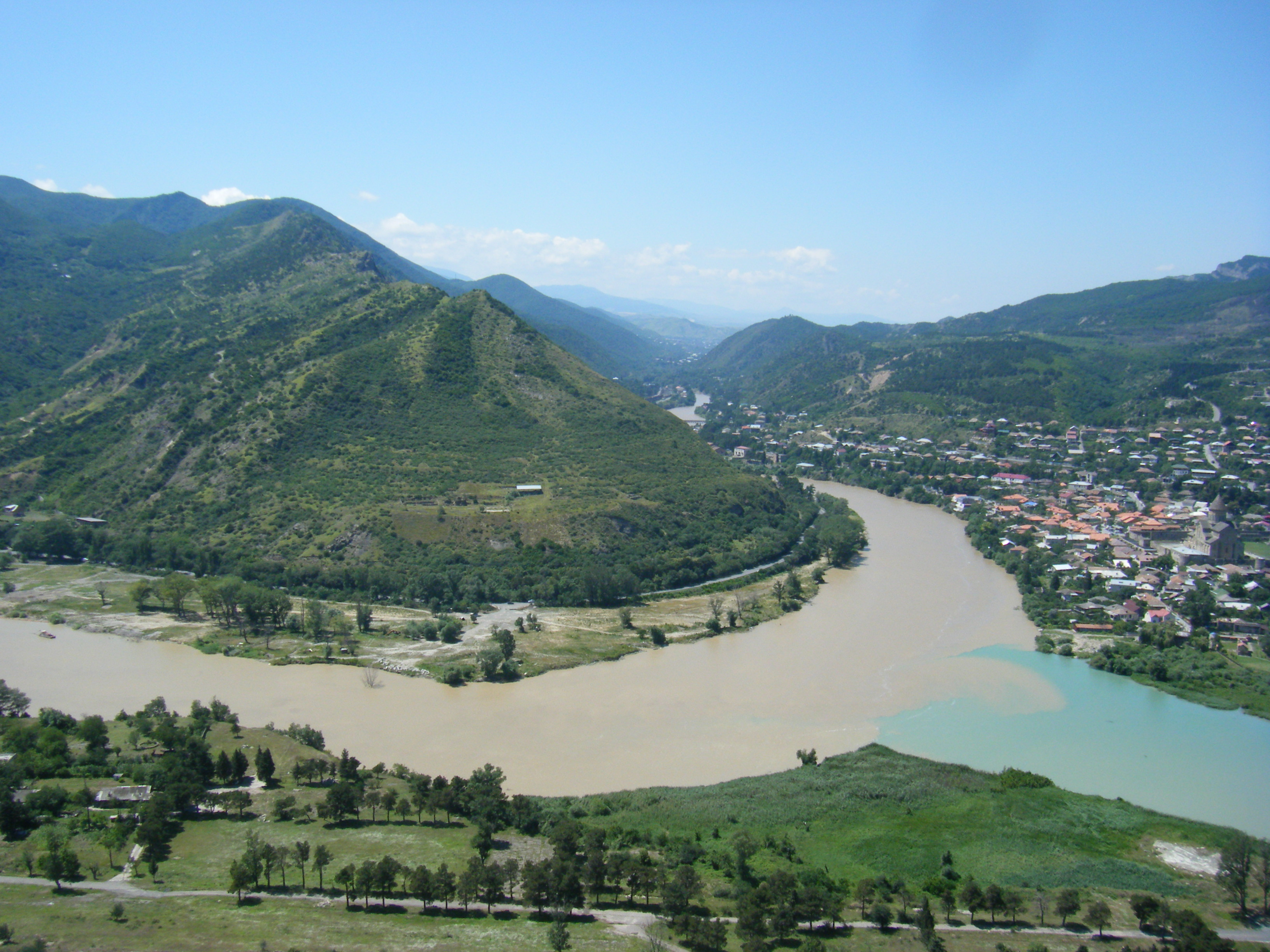
Armazi és környéke a Kura folyó  és a Aragvi folyó összefolyásánál
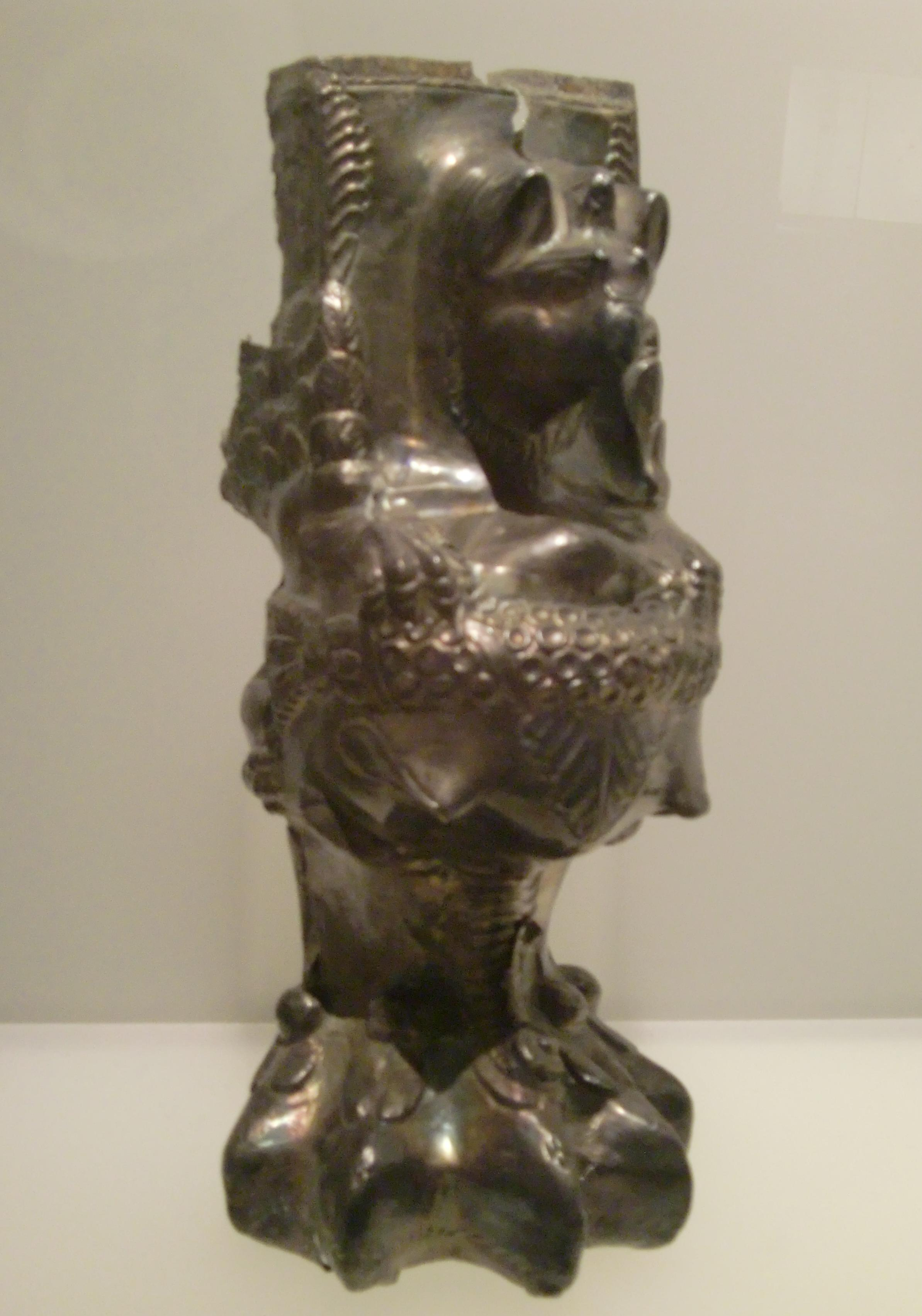
Egy lelet Armaziból a Grúz Nemzeti Múzeum anyagában
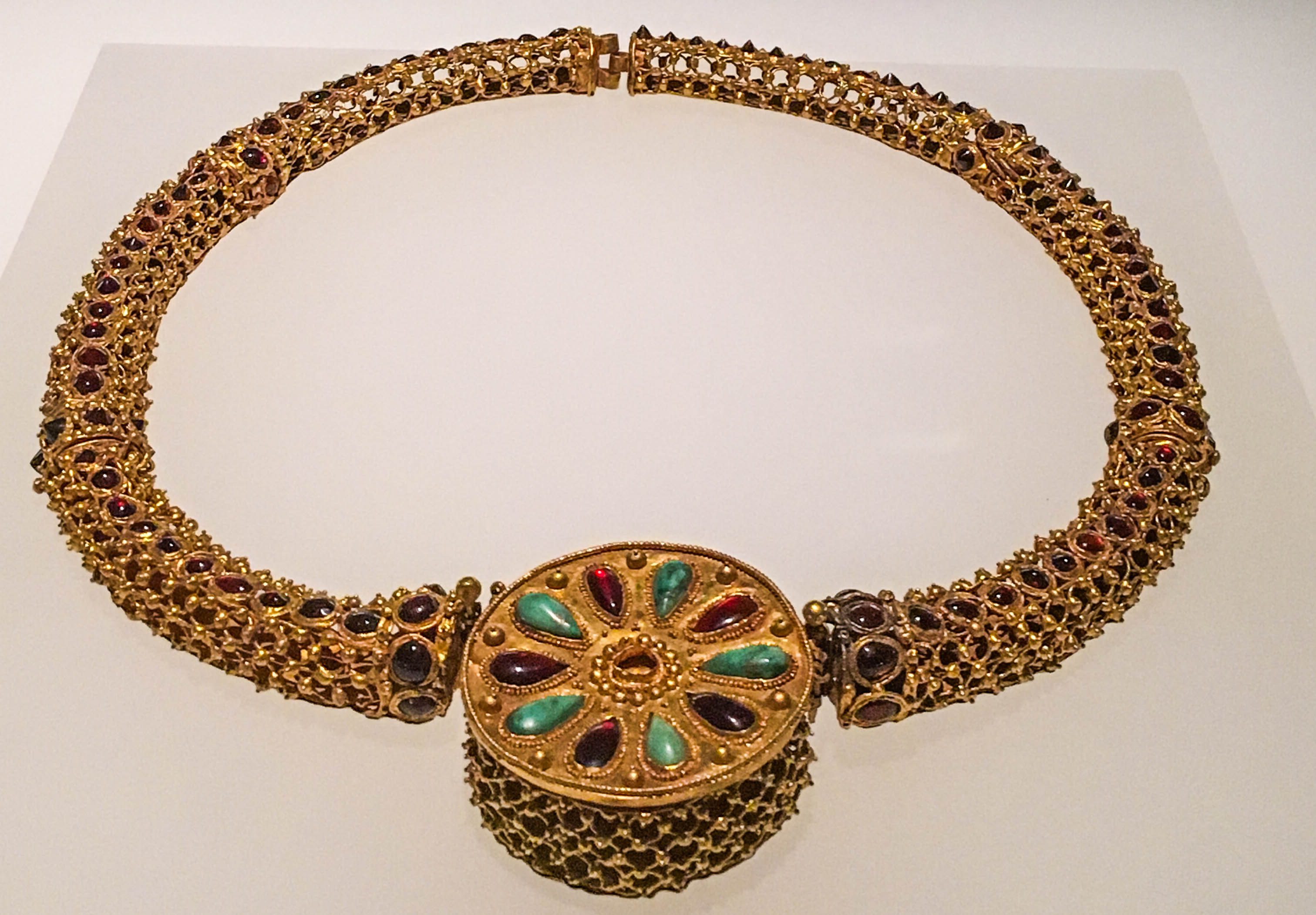
Egy Armaziból való ékszer fotója
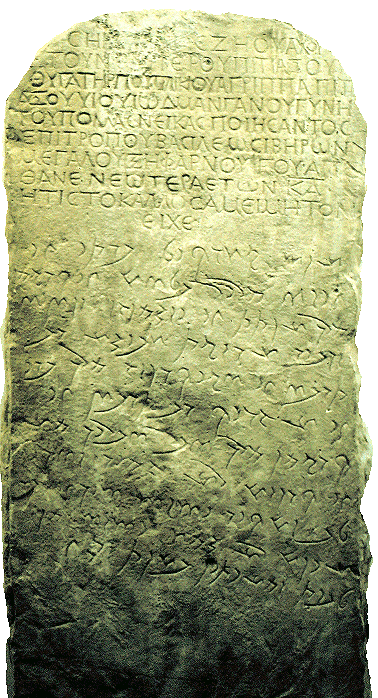
Kétnyelvű régi felirat Armaziból
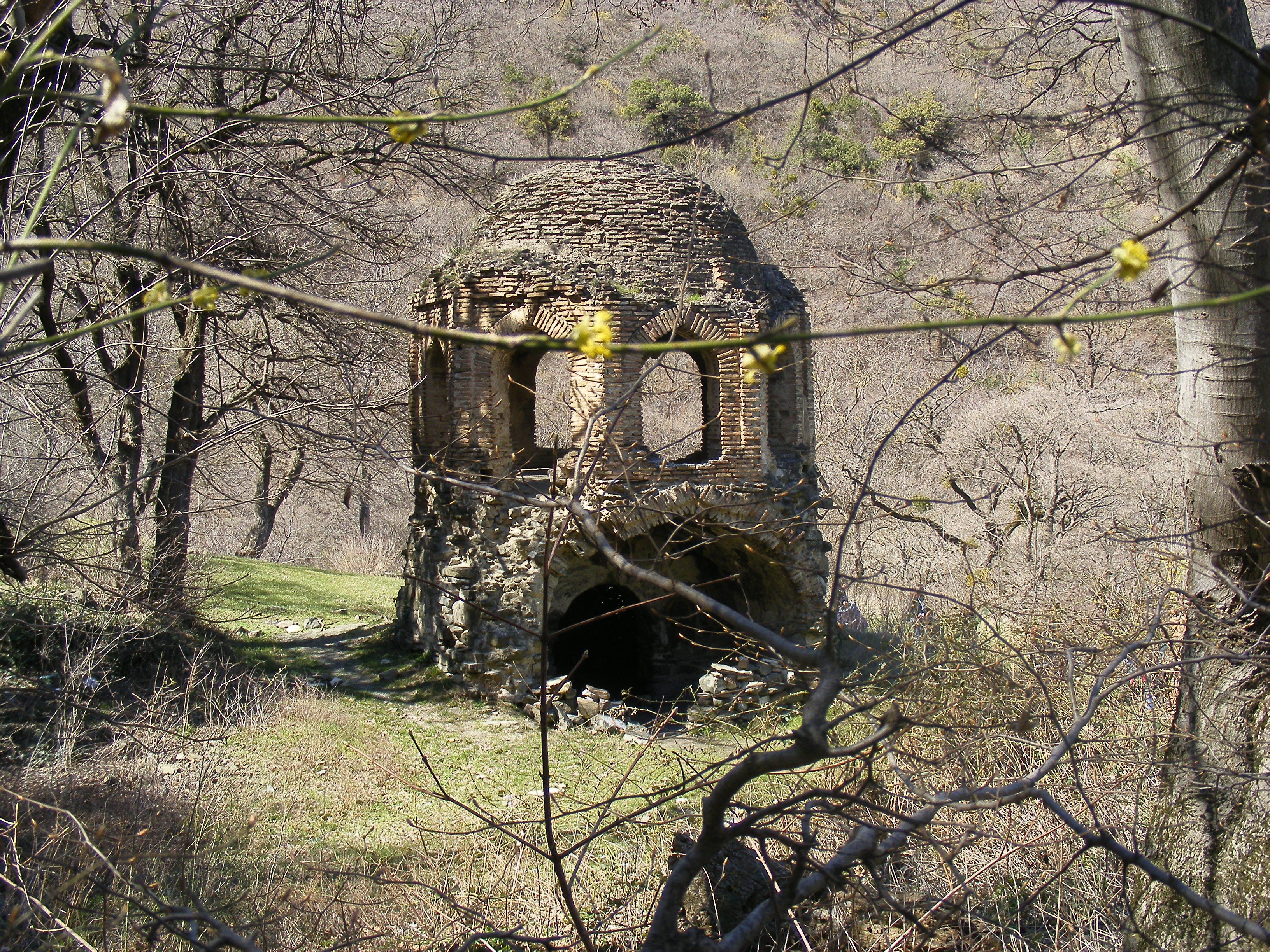
Armazi samreklo
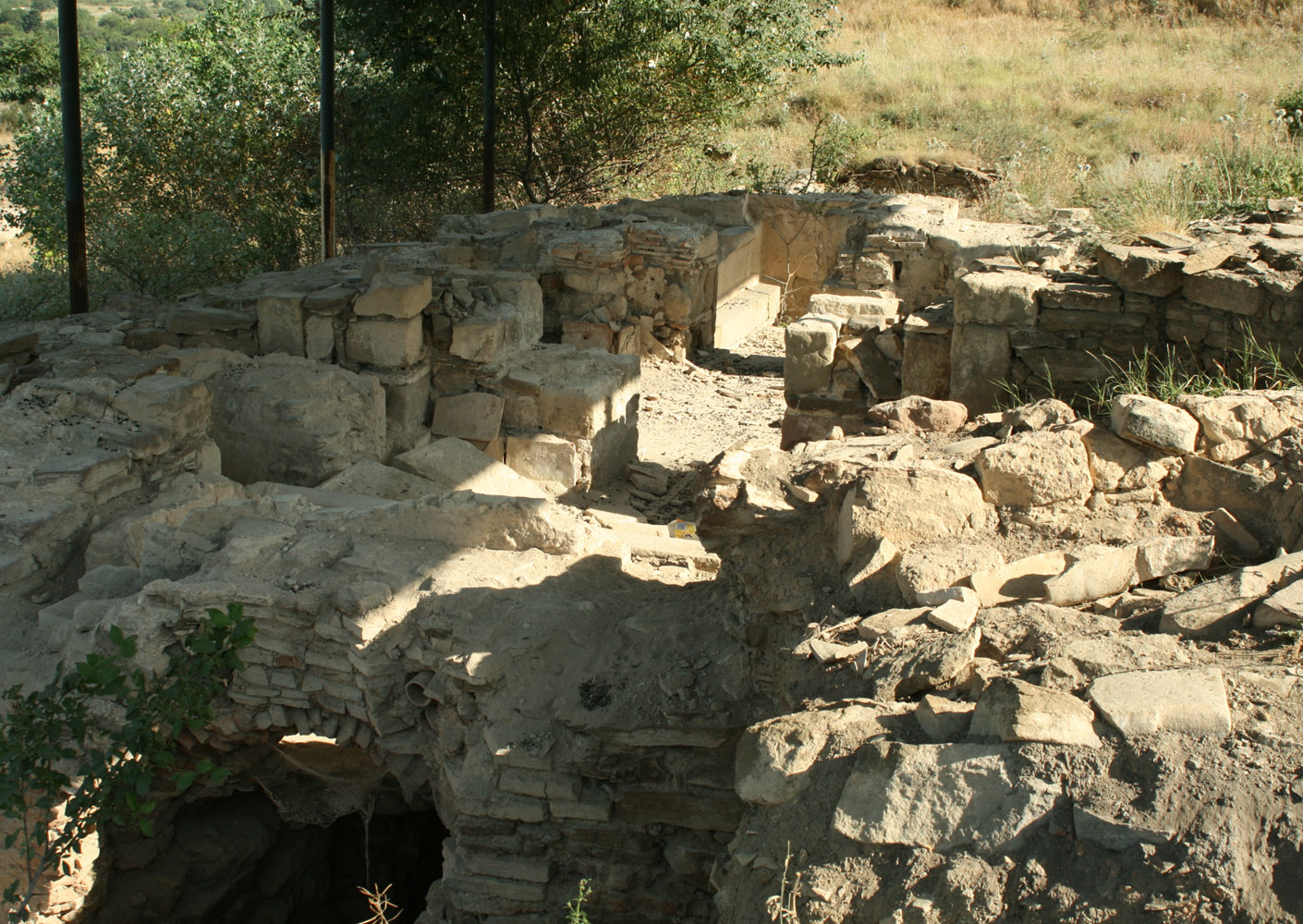
Armazi, templommaradvány
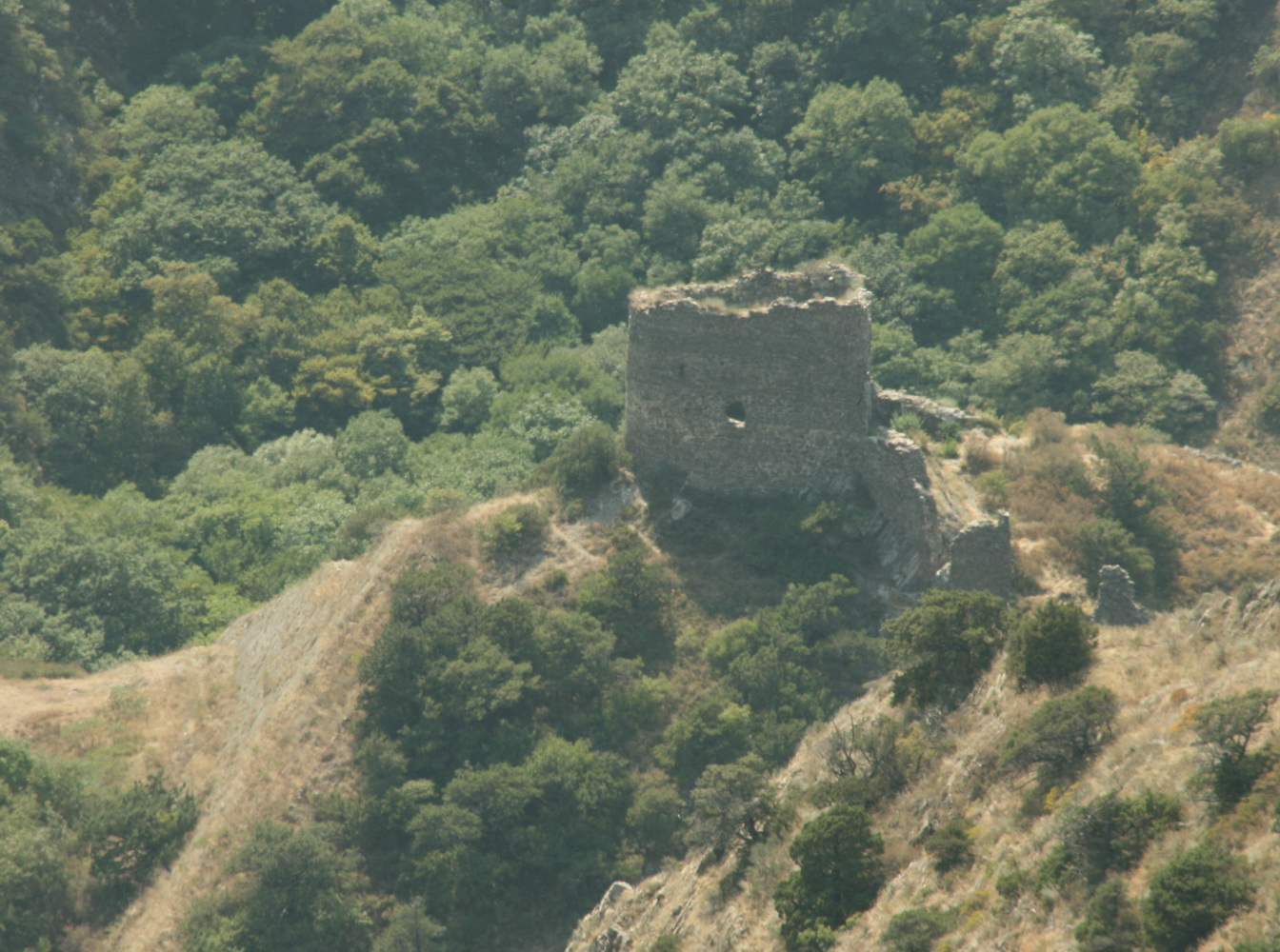
Citadella